# Юрковецька сільська рада (Заставнівський район)
Юркове́цька сільська́ ра́да — адміністративно-територіальна одиниця та орган місцевого самоврядування в Заставнівському районі Чернівецької області. Адміністративний центр — село Юрківці.

## Загальні відомості
- Населення ради: 1 846 осіб (станом на 2001 рік)

## Населені пункти
Сільській раді підпорядковані населені пункти:
- с. Юрківці

## Склад ради
Рада складається з 16 депутатів та голови.
- Голова ради: Смеречанська Марія Дмитрівна
- Секретар ради: Довганюк Інна Еммануїлівна

### Керівний склад попередніх скликань
| Прізвище, ім'я, по батькові  | Основні відомості                                                                                  | Дата обрання | Дата звільнення |
| ---------------------------- | -------------------------------------------------------------------------------------------------- | ------------ | --------------- |
| Смеречанська Марія Дмитрівна | Сільський голова, 1960 року народження, освіта вища                                                | 26.03.2006   | 31.10.2010      |
| Смеречанська Марія Дмитрівна | Сільський голова, 1960 року народження, освіта вища, член Всеукраїнського об'єднання «Батьківщина» | 31.10.2010   |                 |

Примітка: таблиця складена за даними сайту Верховної Ради України

### Депутати
За результатами місцевих виборів 2010 року депутатами ради стали:

#### За суб'єктами висування
| Суб'єкт висування | Кількість обраних депутатів | %   |
| ----------------- | --------------------------- | --- |
| Самовисування     | 16                          | 100 |

#### За округами
| № округу | Прізвище, ім'я, по батькові  | Дата визнання обраним | Освіта             | Партійна приналежність | Відомості про обраного депутата                     |
| -------- | ---------------------------- | --------------------- | ------------------ | ---------------------- | --------------------------------------------------- |
| 1        | Голяр Василина Іванівна      | 04.11.2010            | середня спеціальна | позапартійна           | пенсіонер                                           |
| 2        | Шкраба Ольга Степанівна      | 04.11.2010            | середня спеціальна | позапартійна           | Юрковецька сільська рада, головний бухгалтер        |
| 3        | Січковський Павло Григорович | 04.11.2010            | вища               | позапартійний          | приватний підприємець                               |
| 4        | Возбранна Марія Степанівна   | 04.11.2010            | середня спеціальна | позапартійна           | Відділення поштового зв'язку, начальник             |
| 5        | Гатей Віктор Григорович      | 04.11.2010            | середня спеціальна | позапартійний          | Юрковецька сільська рада, секретар                  |
| 6        | Мусін Анатолій Миколайович   | 04.11.2010            | середня            | позапартійний          | м. Чернівці «ВТОРпром», охоронець                   |
| 7        | Матейчук Манолій Григорович  | 04.11.2010            | середня            | позапартійний          | тимчасово не працює                                 |
| 8        | Григорович Марія Григорівна  | 04.11.2010            | середня            | позапартійна           | Юрковецька сільська рада, касир                     |
| 9        | Довганюк Інна Емануїлівна    | 04.11.2010            | вища               | позапартійна           | Юрковецька сільська лікарська амбулаторія, фельдшер |
| 10       | Довганюк Василь Михайлович   | 04.11.2010            | середня спеціальна | позапартійний          | тимчасово не працює                                 |
| 11       | Гнатюк Іван Васильович       | 04.11.2010            | середня            | позапартійний          | пенсіонер                                           |
| 12       | Фарбатюк Юрій Іванович       | 04.11.2010            | середня            | позапартійний          | тимчасово не працює                                 |
| 13       | Молодик Марія Емануїлівна    | 04.11.2010            | середня спеціальна | позапартійна           | сільська бібліотека, бібліотекар                    |
| 14       | М'якота Наталія Іванівна     | 04.11.2010            | середня спеціальна | позапартійна           | Юрковецька сільська лікарська амбулаторія, фельшер  |
| 15       | Мацкуляк Микола Васильович   | 04.11.2010            | середня            | позапартійний          | приватний підприємець                               |
| 16       | Довганюк Василь Васильович   | 04.11.2010            | середня спеціальна | позапартійний          | Заставнівський РЕМ, інспектор                       |

## Населення
Згідно з переписом УРСР 1989 року чисельність наявного населення сільської ради становила 2505 осіб, з яких 1130 чоловіків та 1375 жінок.
За переписом населення України 2001 року в сільській раді мешкало 1846 осіб.

### Мова
Розподіл населення за рідною мовою за даними перепису 2001 року:
| Мова       | Відсоток |
| ---------- | -------- |
| українська | 99,30 %  |
| російська  | 0,70 %   |